# Myrmoderus ferrugineus
A Myrmoderus ferrugineus a madarak (Aves) osztályának verébalakúak (Passeriformes) rendjébe és a fazekasmadár-félék (Furnariidae) családjába tartozó faj.

## Rendszerezése
A fajt Philipp Ludwig Statius Müller német ornitológus írta le 1776-ban, a Turdus nembe Turdus ferrugineus néven. Besorolása vitatott, egyes szervezetek a Myrmeciza nembe sorolják Myrmeciza ferruginea néven.

## Alfajai
- Myrmoderus ferrugineus ferrugineus (Statius Müller, 1776)
- Myrmoderus ferrugineus elutus (Todd, 1927)

## Előfordulása
Az Amazonas-medencében, Brazília, Francia Guyana, Guyana, Suriname és Venezuela területén honos. Természetes élőhelyei a szubtrópusi és trópusi síkvidéki esőerdők és száraz szavannák. Állandó nem vonuló faj.

## Megjelenése
Testhossza 14–15 centiméter, testtömege 24–29 gramm.
|  |

## Életmódja
Rovarokkal és pókokkal táplálkozik.

## Természetvédelmi helyzete
Az elterjedési területe rendkívül nagy, egyedszáma pedig stabil. A Természetvédelmi Világszövetség Vörös listáján nem fenyegetett fajként szerepel.